# José Paulo Netto
José Paulo Netto (Juiz de Fora, 29 de novembro de 1947) é um escritor, assistente social e professor universitário brasileiro, conhecido sobretudo pela recepção e divulgação de György Lukács no Brasil, e posteriormente por seus estudos da obra de Karl Marx.
Professor emérito da Universidade Federal do Rio de Janeiro e Doutor honoris causa pela Universidad Nacional del Centro de la Provincia de Buenos Aires, é graduado e doutor em Serviço Social.
Militante do Partido Comunista Brasileiro, Netto é atualmente um dos principais pesquisadores das obras de Karl Marx no Brasil e também responsável por traduções de textos de autores clássicos como Friedrich Engels e Lenin.

## Biografia
Nascido em  Juiz de Fora em Minas Gerais no ano de 1947, no bairro Vitorino Braga, José Paulo Netto tornou-se professor universitário em 1972 na escola de Serviço Social da UFJF, mas já ministrava aulas em cursinho e em escolas por causa de sua formação em Letras.
Em 1975 teve que sair do Brasil, onde neste período trabalhou como docente no Instituto de Serviço Social de Lisboa e no Instituto Superior de Economia de Lisboa. Ao retornar para o Brasil em finais de 79, vinculou-se à PUC-SP onde, além de dar aulas tanto na graduação quanto na pós-graduação do curso de Serviço Social, também doutorou-se em Serviço Social em 1990.
Mudou-se para o Rio de Janeiro em 1987, onde passou a dar aulas como professor convidado da UFRJ e posteriormente se tornou professor titular em 1992.
Netto traduziu obras de Marx, Engels e de autores marxistas, além de preparar antologias de Marx-Engels e Lukács. Consagrou-se por sua contribuição para a difusão da tradição marxista no Brasil, de forma didática e sem reducionismos.

### Vida política
Netto entrou para o Partido Comunista Brasileiro (PCB) em 1963, onde permaneceu até janeiro de 1992 antes da cisão que levaria à fundação do PPS. Com a reorganização do partido após o X Congresso, continuou colaborando em diversas atividades sobretudo de formulação política, muito embora tenha se afastado formalmente. No dia 4 de dezembro de 2009, Netto oficializou sua volta ao PCB.

## Obras
- Lukács e a crítica da filosofia burguesa (1978)
- Capitalismo e reificação (1981)
- O que é stalinismo (1981)
- Georg Lukács: o guerreiro sem repouso (1983)
- O que é marxismo (1985)
- O que todo cidadão precisa saber sobre comunismo (1986)
- Portugal: do fascismo à revolução (1986)
- Cotidiano: conhecimento e crítica (1987)
- Democracia e transição socialista: escritos de teoria e política (1990)
- Ditadura e Serviço Social: Uma análise do Serviço Social no Brasil pós-64 (1990)
- Capitalismo monopolista e Serviço Social (1992)
- Crise do socialismo e ofensiva neoliberal (1993)
- Marxismo impenitente: contribuição à história das idéias marxistas (2004)
- Economia politica: uma introdução crítica (2006)
- Introdução ao estudo do método de Marx (2010)
- Nelson Werneck Sodré: o general da história e da cultura (2011)
- O Leitor de Marx (2012)
- Pequena história da ditadura brasileira (1964-1985) (2014)
- Curso livre Marx-Engels: A criação destruidora, volume 1 (2015)
- José Paulo Netto: ensaios de um marxista sem repouso (2017)
- Karl Marx: Uma biografia (2020)
- Lukács: uma introdução (2023)